# Simó Sándor
Simó Sándor (Budapest, 1934. augusztus 7. – Budapest, 2001. szeptember 4.) Balázs Béla-díjas magyar filmrendező, író, forgatókönyvíró és producer, a Filmművészeti Szövetség főtitkára.

## Életpályája
Simó Sándor (1904–1974) vegyészmérnök és Szakmáry Gabriella gyermekeként született. 1952–1957 között a BME vegyészmérnöki karán tanult, ahol vegyészmérnök lett. A Színház- és Filmművészeti Főiskola filmrendezői szakát 1964-ben fejezte be a legendás Herskó János osztályában. 1964–1970 között a Mafilm rendezőasszisztense volt. A Színház- és Filmművészeti Főiskolán is oktatott 1964–1974 között. 1970–1977 között a Mafilm rendezője volt. 1977–1988 között stúdióvezető-helyettes volt. 1987-től a Hunnia Filmstúdió vezetője, a rendszerváltás után – haláláig – igazgatója volt.
Mozifilmjei mellett televíziós filmeket és műsorokat is rendezett.

## Magánélete
1957-ben feleségül vette Bárczi Zsuzsát. Két gyermekük született; Judit (1959) és György (1967).

## Filmjei

### Producerként
- Lőrinc (1990)
- A három nővér (1991)
- Éljen anyád! (1992)
- Hoppá (1992)
- Árnyékszázad (1993)
- Mindent a hazáért (1993)
- És ne vígy minket kísértésbe (1993)
- A Brooklyni testvér (1995)
- Mondani a mondhatatlant - Elie Wiesel üzenete (1995)
- Szamba (1995) (társproducer)
- Boldog lovak (1996)
- Deringő (1996)
- Gengszterfilm (1997)
- Gyilkosság a téren (1998)
- Három (1998)
- Közel a szerelemhez (1998)
- Visszatérés (Kicsi, de nagyon erős 2.) (1998)
- A mi szerelmünk (1999)
- Sitiprinc (1999)
- Elveszett család (2000)
- Macerás ügyek (2000)
- Portugál (2000)
- Felhő a Gangesz felett (2001)
- Moszkva tér (2001)
- Felmentő levél (2002)

### Rendezőként
- Ez elment vadászni
- Akkor este (1963)
- Színe és fonákja (1964, rövid játékfilm)
- Szürke barátság (1966)
- Kovács János lakása (1967, rövid játékfilm)
- Bors (1968-1970)

- A futár (1968)
- Az attasé (1970)
- Szemüvegesek (1969)
- A legszebb férfikor (1972)
- A hőspincér (1973, tévéfilm)
- Delila (1974, tévéfilm)
- Apám néhány boldog éve (1977)
- Viadukt (The train killer) (1982)
- Isten veletek, barátaim! (1987)
- Fény-képek gyermekeinknek (1988)
- Fényképek (1989)
- Az üzlet iskolája (1992)
- Midőn a vér… (1993)
- Wesselényi utca 13. (1996, tévéfilm)
- Franciska vasárnapjai (1997)

### Színészként
- Elveszett illúziók (1982)
- Redl ezredes 1-2. (1984) – Vezérkari tiszt
- Hanussen (1988)
- Találkozás Vénusszal (1991) – Újságíró VII.
- Esti Kornél csodálatos utazása (1995) (vezető producer is)
- Az én kis nővérem (1997) – Narrátor (hang) (producer is)
- A napfény íze (1999) – Orvos II.
- Apaképek (2000) (producer is)
- Tündérdomb (2000) – Imre bácsi (producer is)
- Valaki kopog (2000, tévésorozat)
- VII. Olivér (2001) – Geront herceg (producer is)
- Ébrenjárók (2002) – Villanyszerelő (producer is)

### Vezető producerként
- Video Blues (1992)
- A részleg (1995)
- Chico (2000)

## Művei
- Franciska vasárnapjai (regény, 1989)

## Díjai, elismerései
- Balázs Béla-díj (1973)
- Érdemes művész (1988)
- A Magyar Köztársasági Érdemrend középkeresztje (1994)[8]
- Kiváló művész (1998)